# Apogonia boettcheri
Apogonia boettcheri är en skalbaggsart som beskrevs av Moser 1915. Apogonia boettcheri ingår i släktet Apogonia och familjen Melolonthidae. Inga underarter finns listade i Catalogue of Life.